# Сербская милиция
Сербская милиция (серб. Српска милиција / Srpska milicija) — военное подразделение австрийской армии, активно использовавшееся в войнах с Османской империей. Милиция состояла из сербских ополченцев с территорий, бывших под контролем турок и была организована в 1686 году. Одним из первых командиров был Антоние Знорич, а командиром милиции в Банате был Новак Петрович. Сербская милиция сыграла большое значение в боях с турецкими войсками, сербами были одержаны несколько важных побед. В 1704 году милиция использовалась австрийцами в боях с венгерскими повстанцами Ракоци.